# Pussy
"Pussy" é um single da banda alemã Rammstein. Foi lançado como o primeiro single do sexto álbum da banda, Liebe ist für alle da, em 18 de setembro de 2009.
A música foi lançada com um vídeo controverso e sexualmente explícito, no qual os membros da banda, retratados por dublês, durante alguns dos closes de partes específicas do corpo, são vistos fazendo sexo com mulheres.
O primeiro vídeo promocional do single foi lançado on-line em 16 de setembro de 2009 no Gauntlet.
"Pussy" foi o primeiro single número um do Rammstein na Alemanha. A música também foi remixada pela banda Scooter, e o remix apareceu mais tarde no single "Ich tu dir weh". Foi a primeira música do Rammstein a ser lançada após um hiato de 3 anos.

## Vídeo
O vídeo foi dirigido por Jonas Åkerlund e foi lançado em 16 de setembro de 2009. No vídeo, os membros da banda são vistos com jovens mulheres, cada um deles em um contexto diferente: Till como um playboy, Christoph como um executivo e chefe de uma secretária sedutora, Paul como um cowboy, Oliver como um masoquista, Richard como um festeiro e Flake como um hermafrodita. Essas cenas são intercaladas com cenas da banda tocando a música em um ambiente escuro. As cenas ficam cada vez mais pornográficas conforme o vídeo avança, tornando-se sexo explícito nos últimos segundos. O vídeo termina com cada um dos membros ejaculando em suas respectivas parceiras.

## Letra
As letras abordam o turismo sexual com linhas como "Alleine in das Ausland fahren" ("Para dirigir sozinho em um país estrangeiro") e "Eu não posso transar na Alemanha". As letras da música são parcialmente em inglês, e incluem uma menção à Autobahn, e a linha aparentemente sem sentido "Reise, Reise, Fahrvergnügen", uma referência às aparições da cultura alemã. No comercialismo americano (este último de uma campanha publicitária da Volkswagen, o primeiro de um dos álbuns anteriores de Rammstein). Juntos, esses aspectos da música criam um contraste entre os costumes sexuais da sociedade alemã e da América.

## Performance ao vivo
"Pussy" estreou ao vivo, como a maioria das músicas de Rammstein, durante os concertos exclusivos para fãs realizados em Berlim em outubro de 2009. "Pussy" foi a última música do set principal da turnê "Liebe ist für alle da", e continuou em todas as outras turnês. Quando tocado ao vivo, o vocalista Till Lindemann monta em um canhão gigante que se assemelha a um pênis (embora um maior e mais realista tenha sido usado durante os primeiros concertos da turnê Made in Germany, mas foi substituído pelo original por razões desconhecidas) e jorra espuma sobre o público, enquanto confetes caem do teto, muito parecido com "Amerika".

## Faixas
| N.º            | Título               | Duração |  |
| 1.             | "Pussy" (Radio Edit) | 3:48    |  |
| 2.             | "Rammlied"           | 5:19    |  |
| Duração total: | Duração total:       | 9:07    |  |

## Paradas
| Paradas (2009)                      | Posição |
| ----------------------------------- | ------- |
| Bélgica (Belgium Singles Chart)     | 7       |
| Noruega (Norwegian Singles Chart)   | 16      |
| Países Baixos (Dutch Singles Chart) | 18      |
| Áustria (Austrian Singles Chart)    | 4       |
| Dinamarca (Danish Singles Chart)    | 37      |
| União Europeia (Eurochart Hot 100)  | 6       |
| Finlândia (Finnish Singles Chart)   | 1       |
| França (French Singles Chart)       | 13      |
| Alemanha (German Singles Chart)     | 1       |
| Suécia (Swedish Singles Chart)      | 22      |
| Suíça (Swiss Singles Chart)         | 12      |
| Reino Unido (UK Singles Chart)      | 95      |
| Reino Unido (UK Rock Chart)         | 2       |

### Paradas de fim de ano (2009)
| Paradas  | Posição |
| -------- | ------- |
| Alemanha | 42      |